# 京都峠
京都峠（みやことうげ）は、福岡県京都郡苅田町に位置する標高300m程の峠である。
苅田町の市街地の西側に位置する峠で福岡県道64号苅田採銅所線が通っている。頂上には京都（みやこ）トンネルがあり、トンネルを含む峠区間は2008年7月に開通したが、峠より香春町側に狭隘路が残り、他の県道・町道への迂回を強いられるため、現段階では苅田町市街地の国道10号から国道322号へのバイパス道路とは言い難い。峠までのアクセスは既存の生活道路であり、拡幅等の整備が計画されている。整備後は、行橋市内で慢性的な渋滞を起こしている国道201号経由のルートに代わり、苅田町から筑豊（香春町・田川市方面など）へのアクセスの中心ルートとなることが期待される。2010年7月に発生した集中豪雨による土砂崩れで通行止めになったが、2011年4月1日に片側交互通行で仮復旧した。